# Aristóteles (cráter)

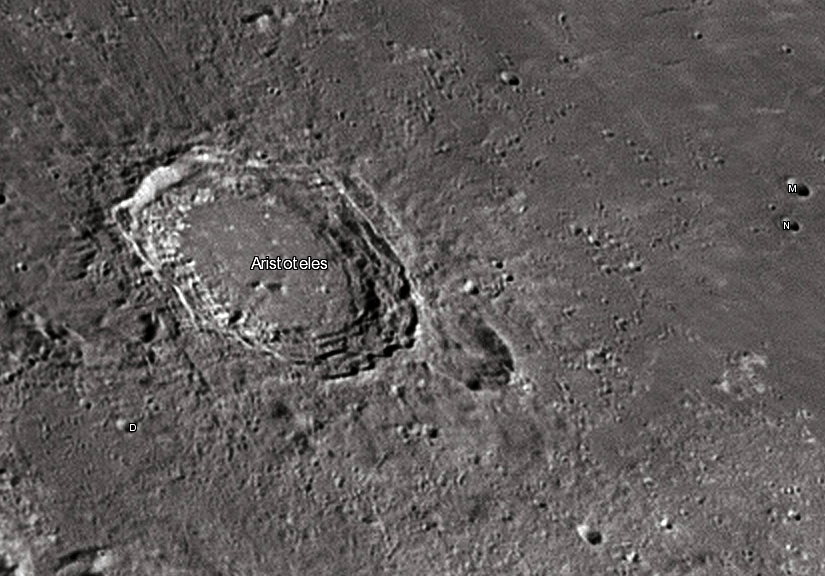
Vista oblicua desde la Tierra de Aristóteles

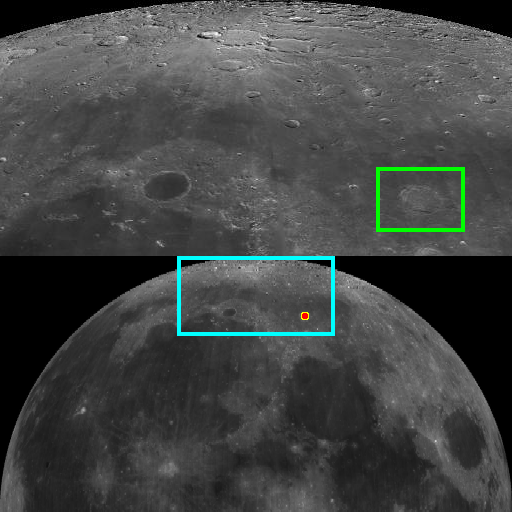
Localización de Aristóteles sobre el globo lunar

Aristóteles es un cráter de impacto lunar que se encuentra cerca del borde sur del Mare Frigoris y al este de la cordillera de los Montes Alpes. Al sur del Aristóteles se encuentra el cráter Eudoxus, ligeramente más pequeño, junto al cual forma un par distintivo cuando se observa a través de un telescopio. Un arco de montañas situado entre estos dos cráteres se curva hacia el oeste uniendo los bordes de ambos cráteres. El cráter Mitchel, el más pequeño, está directamente unido al borde oriental del Aristóteles. Al oeste se encuentra el cráter Egede.

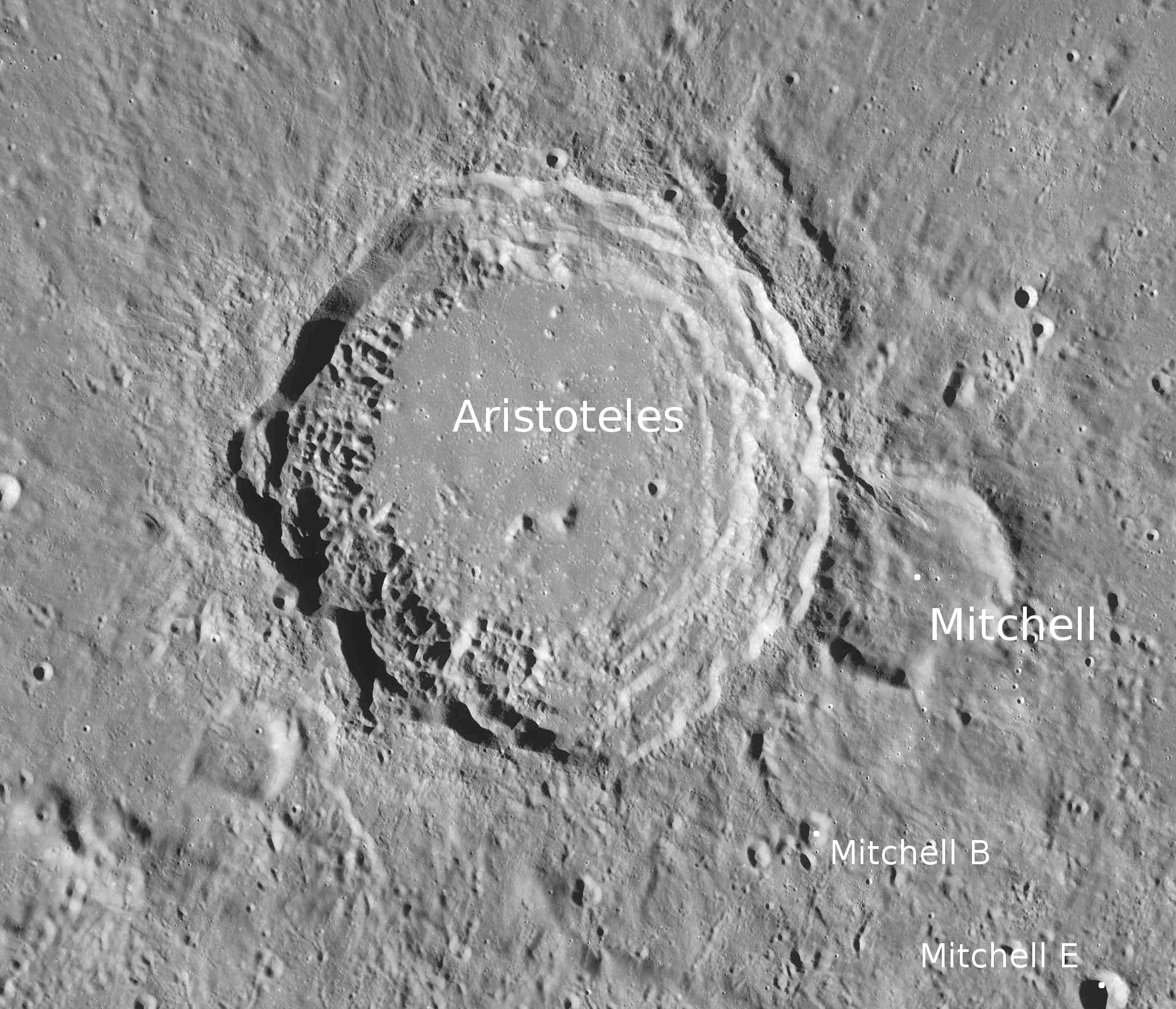
Entorno de Aristóteles. Fotografía de la misión LRO

Los observadores han advertido que el borde del cráter Aristóteles está ligeramente deformado teniendo forma de hexágono redondeado. Los bordes interiores forman terrazas anchas y precisas. Los terraplenes exteriores muestran una estructura de lomas mayoritariamente radial que se extiende sobre la extensa capa de eyección. El suelo del cráter es irregular y cubierto de ondulaciones montañosas. Aristóteles posee pequeños picos centrales que se encuentran ligeramente descentrados hacia el sur. El suelo interior parece haber sido llenado con una capa de material que entierra parcialmente estos salientes.

## Cráteres satélite
Por convención estos elementos son identificados en los mapas lunares poniendo la letra en el lado del punto medio del cráter que está más cercano a Aristóteles.
|             | \| Aristóteles \| Coordenadas \| Diámetro \| \| ----------- \| ---------------------------- \| -------- \| \| D \| 47°30′N 14°42′E / 47.5, 14.7 \| 6 km \| \| M \| 53°30′N 27°12′E / 53.5, 27.2 \| 7 km \| \| N \| 52°54′N 26°48′E / 52.9, 26.8 \| 5 km \| |          |
| Aristóteles | Coordenadas | Diámetro |
| D           | 47°30′N 14°42′E / 47.5, 14.7 | 6 km     |
| M           | 53°30′N 27°12′E / 53.5, 27.2 | 7 km     |
| N           | 52°54′N 26°48′E / 52.9, 26.8 | 5 km     |